# IB3 HD
IB3 HD é um dos canais emitidos pelo Ens Públic de Radiotelevisió de les Illes Balears (EPRTVIB), de caráter generalista, que emite atualmente em provas.
As suas emissões iniciaram-se no dia 17 de Março de 2010, e, de momento, emite apenas jogos da Liga dos Campeões.